# Eschweilera venezuelica
Eschweilera venezuelica är en tvåhjärtbladig växtart som beskrevs av Scott A. Mori. Eschweilera venezuelica ingår i släktet Eschweilera och familjen Lecythidaceae. IUCN kategoriserar arten globalt som sårbar.
Artens utbredningsområde är Venezuela. Inga underarter finns listade i Catalogue of Life.